# Christian Martin (tennis de table)
 (octobre 2020).
Si vous disposez d'ouvrages ou d'articles de référence ou si vous connaissez des sites web de qualité traitant du thème abordé ici, merci de compléter l'article en donnant les références utiles à sa vérifiabilité et en les liant à la section « Notes et références ».
Pour les articles homonymes, voir Christian Martin.
Christian Martin, de son vrai nom Christian Marnas-Martin, est un joueur et entraineur de tennis de table français né à Lyon en 1955. Il a été joueur international de tennis de table de 1972 à 1988.

## Carrière
Christian Martin est considéré par beaucoup comme le meilleur défenseur français de tous les temps (référence classement mondial).
À la fin des années 1970 et au début des années 1980, il était le joueur de défense le mieux classé au monde.
Entraineur, capitaine et responsable des Équipes de France (junior, senior, garçons et filles) de 1988 à 2000. Il reste à ce jour, l'entraîneur français le plus titré. Depuis 2002, il est chef de projet et chargé de mission à la Fédération française de tennis de table. À ce titre, il est l'auteur d'un document de référence intitulé : La route du haut niveau. En 2010, il devient responsable du parcours d'excellence sportive masculin (PES). Il est également consultant tennis de table pour la chaîne Sport+.

## Palmarès

### Comme joueur
- Champion d’Europe juniors par équipes en 1972
- Médaille de Bronze aux Championnats d'Europe Simple Messieurs en 1976.
- Plusieurs fois médaillés de bronze aux championnats d'Europe par équipes.
- Vainqueur de l'Open de Hongrie Simple Messieurs en 1978.
- Champion de France par Équipes avec le club de la Trinité (Nice) en 1986 et 1987.
- Vainqueur de la Coupe d'Europe des Clubs avec La Trinité en 1987.
- Plusieurs fois vainqueur du championnat de France en double messieurs avec Michel Hoffstetter et en double mixte avec Brigitte Thiriet.
- Finaliste (2 fois) du championnat de France simple messieurs.
- Classé parmi les 20 premiers mondiaux entre 1976 et 1982 (meilleur classement : 17e en 1978).

Meilleur classement mondial : 17 — Meilleur classement européen : 8 — Meilleur classement français : 2

### Comme entraineur
- Champion du Monde en 1993 : Jean-Philippe Gatien.
- Champion d'Europe par équipes en 1994.
- Médaille de Bronze aux championnats d'Europe en simple messieurs 1994 : Patrick Chila.
- Vainqueur de la Coupe du monde de tennis de table en 1994 (Jean-Philippe Gatien).
- Médaille de bronze aux championnats du Monde par équipes en 1995.
- Médaille de bronze aux championnats du Monde de double messieurs avec Damien Eloi et Jean Philippe Gatien en 1995 et 1997
- Vice-champion d'Europe par équipes en 1996.
- Vainqueur de la Coupe d'Europe des Nations en 1996.
- Vainqueur du TOP 12 en 1997 (Jean-Philippe Gatien).
- Médaille d’argent aux championnats du Monde par équipes en 1997
- Qualification d'Anne Boileau (21e mondiale) pour les Jeux Olympiques de Sydney en 2000